# Mascota de la Copa Mundial de Fútbol

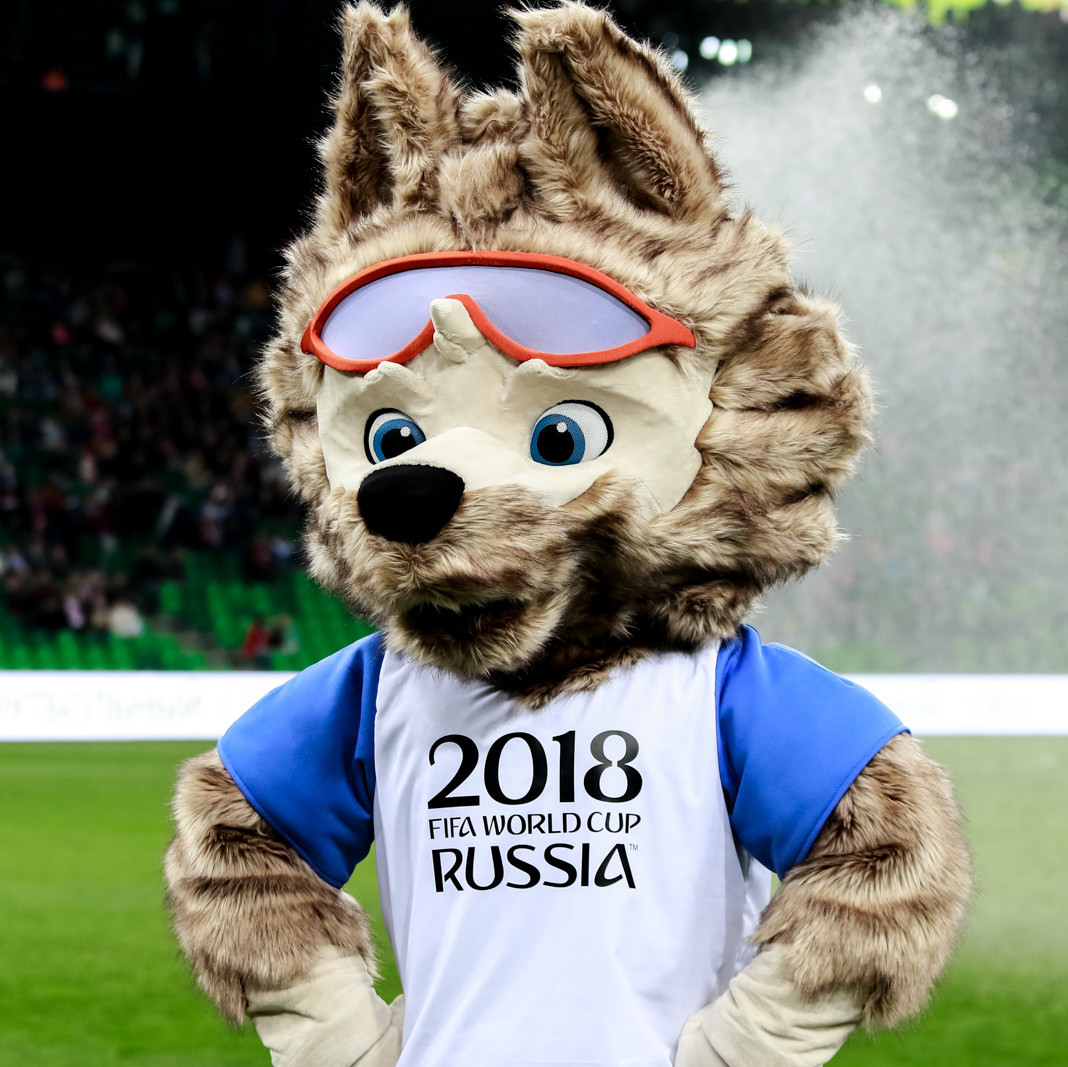
Zabivaka, la mascota de la edición de 2018

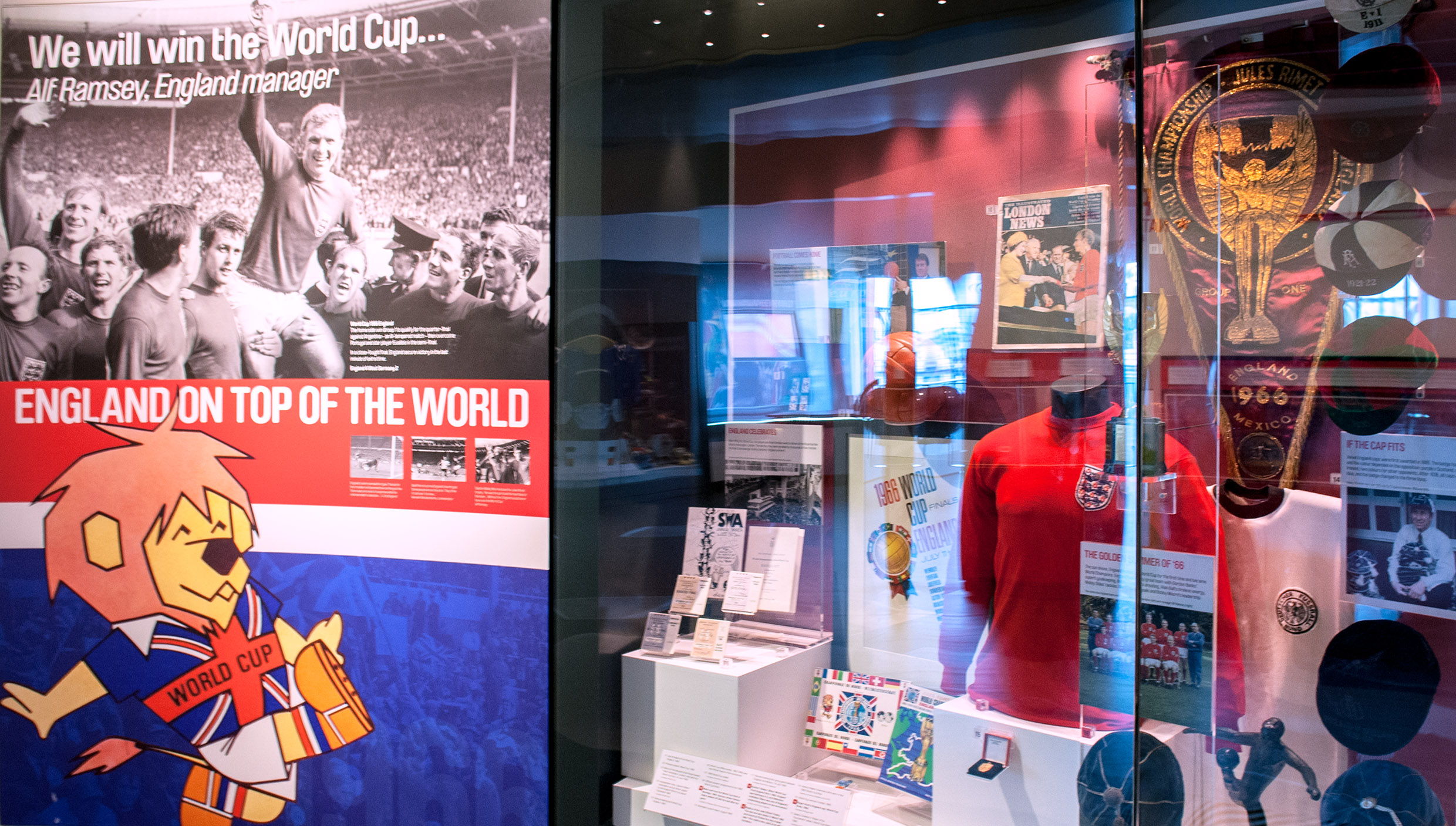
World Cup Willie (a la izquierda) en el Museo Nacional del Fútbol de Mánchester, junto a objetos relacionados del torneo.

Cada Copa Mundial de Fútbol ha tenido su propia mascota a partir del año 1966, como forma de representar el torneo. Usualmente, se convierte en uno de los principales símbolos de cada torneo, junto al logo y lema.
La primera mascota oficial de una Copa Mundial fue World Cup Willie, un león antropomórfico creado para la edición de 1966 realizada en Inglaterra. Fue además una de las primeras mascotas asociadas a un evento deportivo importante. Previamente, diferentes equipos utilizaron algunos símbolos similares a una mascota y en las ediciones de 1958 en Suecia y de 1962 en Chile existen registros de una mascota asociada que representaba a un niño futbolista, vestido respectivamente de sueco y huaso, pero no tuvieron carácter oficial.
El diseño de la mascota representa generalmente características del país anfitrión, como sus costumbres, vestuario, flora o fauna. Usualmente, adoptan formas antropomórficas de animales que permitan a la mascota convertirse en juguetes y peluches, convirtiéndose en uno de los principales productos de merchandising de los torneos, orientando las ventas especialmente hacia el mercado infantil. Aunque existen mascotas para la gran mayoría de torneos mundiales (e incluso en eventos continentales de menor rango), es el torneo masculino absoluto de fútbol donde las mascotas tienen mayor impacto comercial.

## Mascotas por torneo

### Copa Mundial de Fútbol
| Edición                   | Mascota                      | Descripción |
| ------------------------- | ---------------------------- | --- |
| Inglaterra 1966           | World Cup Willie             | León antropomórfico futbolista, con una camiseta con la bandera del Reino Unido.                                                                                     |
| México 1970               | Juanito                      | Niño mexicano futbolista con sombrero tradicional. |
| Alemania 1974             | Tip y Tap                    | Dos niños futbolistas, uno rubio y otro moreno, con la sigla WM (Weltmeisterschaft, Copa Mundial en alemán).                                                         |
| Argentina 1978            | Gauchito Mundialito          | Niño argentino futbolista con vestimenta de gaucho. |
| España 1982               | Naranjito                    | Naranja con el uniforme de la selección de fútbol de España. |
| México 1986               | Pique                        | Chile jalapeño (C. annuum var. annuum) futbolista con sombrero tradicional.                                                                                          |
| Italia 1990               | Ciao                         | Figura abstracta formada por barras con los colores de la bandera de Italia y un balón de fútbol como cabeza. Su nombre proviene del saludo dado en idioma italiano. |
| Estados Unidos 1994       | Striker                      | Perro futbolista. |
| Francia 1998              | Footix                       | Gallo, símbolo tradicional de Francia, con los colores azul y rojo, usados por la selección local.                                                                   |
| Corea del Sur/ Japón 2002 | Los Spheriks: Ato, Kaz y Nik | Criaturas futurísticas semitransparentes. |
| Alemania 2006             | Goleo VI y Pille             | León futbolista acompañado por un balón de fútbol. |
| Sudáfrica 2010            | Zakumi                       | Leopardo africano, felino común de Sudáfrica. |
| Brasil 2014               | Fuleco                       | Armadillo brasileño de tres bandas. |
| Rusia 2018                | Zabivaka                     | Lobo vestido con una camiseta de dicho evento y con unas gafas para la nieve.                                                                                        |
| Catar 2022                | La'eeb                       | Kufiyya flotante blanco con ojos. |

|                                 |
| Juanito, mascota de México 1970 |

|                                      |
| Tip y Tap, mascotas de Alemania 1974 |

|                                   |
| Naranjito, mascota de España 1982 |

|                              |
| Ciao, mascota de Italia 1990 |

|                                         |
| Striker, mascota de Estados Unidos 1994 |

|                                 |
| Footix, mascota de Francia 1998 |

|                                    |
| Goleo VI, mascota de Alemania 2006 |

|                                   |
| Zakumi, mascota de Sudáfrica 2010 |

|                                |
| Fuleco, mascota de Brasil 2014 |

|                                 |
| Zabivaka, mascota de Rusia 2018 |

### Copa Mundial de Fútbol Sub-20
| Edición            | Mascota                                                        | Descripción                                                    |
| ------------------ | -------------------------------------------------------------- | -------------------------------------------------------------- |
| Colombia 2011      | Bambuco el Guacamayo                                           | Guacamaya roja, ave común en Colombia.                         |
| Turquía 2013       | Kanki                                                          | Perro                                                          |
| Nueva Zelanda 2015 | Wooliam                                                        | Oveja negra                                                    |
| Corea del Sur 2017 | Chaormi                                                        | Tigre asiático                                                 |
| Polonia 2019       | Grzywek                                                        | Bisonte                                                        |
| Argentina 2023     | Sin Mascota, por traslado del torneo de Indonesia a Argentina. | Sin Mascota, por traslado del torneo de Indonesia a Argentina. |
| Chile 2025         | Vito                                                           | Vizcacha                                                       |

### Copa Mundial de Fútbol Sub-17
| Edición                     | Mascota                               | Descripción                           |
| --------------------------- | ------------------------------------- | ------------------------------------- |
| Emiratos Árabes Unidos 2013 | Shaqran                               | Águila real                           |
| Chile 2015                  | Brochico                              | Jugador de fútbol                     |
| India 2017                  | Kheleo                                | Pantera nebulosa                      |
| Brasil 2019                 | Sin Mascota, por traslado del torneo. | Sin Mascota, por traslado del torneo. |
| Indonesia 2023              | Bacuya                                | Rinoceronte de Java                   |

### Copa Mundial de Fútbol Sala
| Edición         | Mascota             | Descripción      |
| --------------- | ------------------- | ---------------- |
| Colombia 2016   | Sin nombre conocido | Oso de anteojos  |
| Lituania 2021   | Ivartito            | Cigüeña blanca   |
| Uzbekistán 2024 | Xon                 | Tigre del Caspio |

### Copa Mundial de Fútbol Playa
| Edición                     | Mascota      | Descripción     |
| --------------------------- | ------------ | --------------- |
| Rusia 2021                  | Zharishka    | Pájaro de fuego |
| Emiratos Árabes Unidos 2024 | Sin Mascota. | Sin Mascota.    |
| Seychelles 2025             | TiKay        | Tortuga         |